# Muškovci
Muškovci – wieś w Chorwacji, w żupanii zadarskiej, w mieście Obrovac. W 2011 roku liczyła 100 mieszkańców.